# Esbozo de sensatez
Esbozo de sensatez es un libro de G.K. Chesterton, publicado en 1927, con el título The Outline of Sanity. Está dedicado a la crítica del capitalismo y a la propuesta de una sociedad alternativa, y es una obra compleja, tanto por la naturaleza de la materia como por el modo en que se formó, a partir de la reunión de diversos artículos del GK's Weekly, una publicación periódica dedicada a la difusión del distributismo, teoría económica promovida por algunos autores como una vía alternativa al capitalismo y al socialismo.
Ha sido traducida al español en diversas ocasiones. En Argentina con el nombre de Perfil de la cordura y en España con el nombre de Los límites de la cordura.
El objetivo de Chesterton en Esbozo de sensatez no es sólo la crítica de la sociedad capitalista en sus distintas manifestaciones –monopolios, proletariado, plutocracia, grandes comercios, fábricas, desigualdad social, etc.—, sino la propuesta de una sociedad más justa, donde la propiedad de los medios de producción esté distribuida adecuadamente, para que cada uno pueda vivir sin depender de las organizaciones, sin una estructura de empleo por cuenta ajena o Estado servil —expresión acuñada por su amigo Hillaire Belloc—. En esto consiste la sensatez de la que se habla en el título del libro.
En realidad,  fiel a su estilo, Chesterton no es desordenado —porque sabe lo que quiere y cómo conducirnos a su objetivo, sino más bien desorganizado: el resultado, sintéticamente, es que en su discurso, se entremezcla continuamente la crítica del sistema económico que tenemos, lo que se puede hacer para arreglarlo y la defensa del distributismo en un ambiente hostil al mismo.
No sólo tenemos un sistema económico de efectos perversos, sino que éste está reforzado por un conjunto de expertos economistas de los que se hacen eco los medios de comunicación –que también son empresas que necesitan ganar dinero. Esto ha creado un ambiente proclive a la riqueza y la acumulación, manifestado en el apoyo a las grandes empresas por parte del Estado y de la mayoría social. De hecho, es lo que ocurre hoy: puesto que las grandes empresas aportan mucho dinero a las cifras macroeconómicas, se consideran imprescindibles para el desarrollo de un país, sin considerar los efectos negativos de la concentración de propiedad y poder. De ahí que resulte –ya en tiempos de Chesterton— muy difícil imaginar un desarrollo social sin esas grandes estructuras que –con el apoyo del Estado y la difusión de las falacias de los economistas— parecen ser la única forma de sacar adelante la sociedad.
Chesterton arremete contra este sistema capitalista –y contra el socialismo, que supone igualmente la privación de la propiedad para la gente corriente— y los defensores del mismo, que además se han vuelto muy críticos con la propuesta distributista de Chesterton y sus compañeros. Así, es preciso luchar contra el sistema, contra sus propios críticos y contra la mentalidad extendida entre la gente.
También es consciente de que hay dos formas de actuar en contra de este sistema: la primera es desde el propio Estado, a través de la ley –cosa que parece ya difícil—. Pero la segunda —que la gente apoye la pequeña propiedad— sería viable si de verdad quisieran, puesto que el consumo es libre y voluntario. Chesterton propone medidas negativas –como detener la concentración de la propiedad— y medidas positivas –favorecer los autónomos y pequeños propietarios, para evitar la polarización en dos clases sociales—.
Pero la gente no parece verlo factible. Por eso, cuando GK propone medidas, repite que si se advirtiera que se pueden hacer cambios y combatir al capitalismo, la gente se animaría a seguir avanzando en el sistema. Aunque insiste continuamente, es evidente que en este tema la gente no le hizo mucho caso. Así, Chesterton critica de la gente que prefiera un sistema servil a un sistema de propietarios:

Cuando se tuviera una cantidad considerable de pequeños propietarios, de hombres con la psicología y la filosofía de la pequeña propiedad, entonces se podría empezar a hablarles de algo más parecido a un acuerdo general justo sobre sus propios planes; algo más parecido a una tierra adecuada para vivir los cristianos. Se les puede hacer comprender —al contrario que a plutócratas y proletarios— por qué no debe existir la máquina si no es al servicio del hombre, por qué las cosas que nosotros mismos producimos son queridas como hijos nuestros, y por qué podemos pagar demasiado caro el lujo, con la pérdida de la libertad.
(Los límites de la cordura, p.95)